# Viúva-da-espádua-amarela
A viúva-da-espádua-amarela (Euplectes psammocromius) é uma espécie de ave da família Ploceidae.
Pode ser encontrada nos seguintes países: Malawi, Tanzânia e Zâmbia.